# 오리온자리 OB1 성협

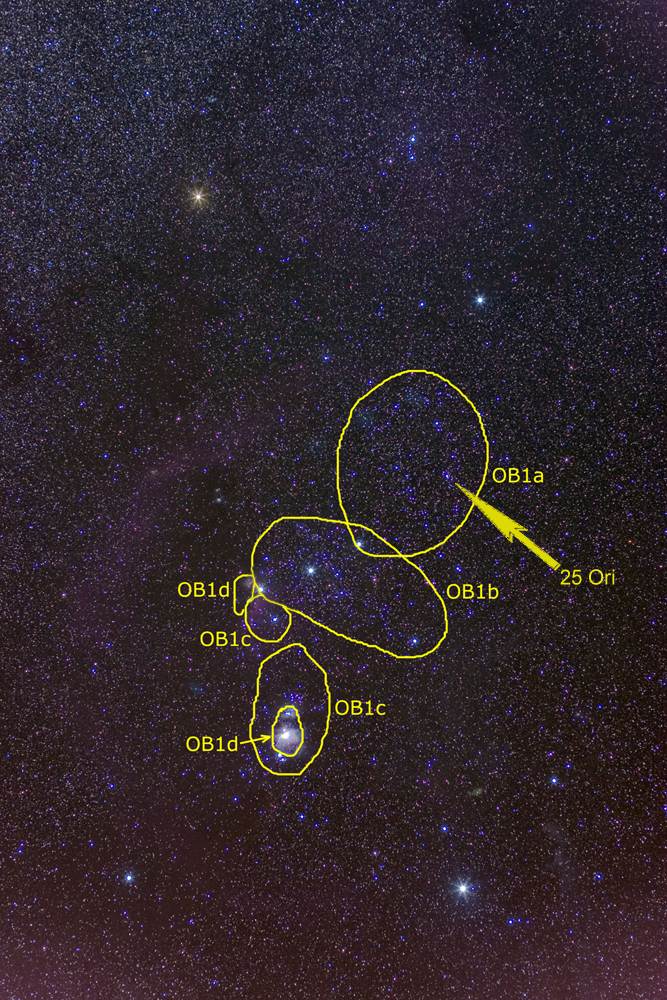
오리온자리 OB1 성협의 사진.

오리온자리 OB1 성협은 분광형 O나 B의 뜨겁고 무거운 별들 수십 개가 연속으로 작은 무리를 지어 있는 성협이다. 이 성협에는 뜨겁고 밝은 별들 뿐 아니라 좀 더 질량이 작은 별이나 갓 태어난 원시별 수천 개도 함께 포함되어 있다. 사실 이 성협은 오리온자리 분자 구름의 일부분이다. 우리 지구와 가까운데다 그 복잡한 특유의 구조 때문에 오리온자리 OB1 성협은 가장 연구가 정교하게 이루어진 성협이기도 하다.
오리온자리 OB1 성협은 세분하면 다시 네 개의 부성협으로 나눌 수 있다.
- 오리온자리 OB1a: 오리온 띠에서 북서쪽에 있는 별들이고 평균 나이는 1,200만 년이다. 이 부성협 내에 다시 오리온자리 25 집단이라는 하위 부성협이 존재한다.[3][4]
- 오리온자리 OB1b: 오리온의 허리띠에 해당하는 부분으로 알니타크, 알닐람, 민타카 세 밝은 별이 인상적인 부성협이다. 이 부성협 구성원들의 평균나이는 약 800만 년이며 다시 3개의 하위 부성협으로 구성된다.[5][6]
- 오리온자리 OB1c: 오리온의 검에 해당하는 별들. 나이는 300~600만 년 사이이다.
- 오리온자리 OB1d: 오리온 성운, 메시에 43의 별들. 네 성협 중 평균 나이가 가장 젊다.

오리온자리 OB1a와 b에서 항성진화 초기 단계를 증명하는 먼지 원반들이 발견된바 있다.